# جي. تورنر هوارد الثالث
جي. تورنر هوارد الثالث (بالإنجليزية: G. Turner Howard III)‏ هو محامي أمريكي، ولد في 24 يوليو 1947 في نوكسفيل في الولايات المتحدة.